# G. Waldo Dunnington
Guy Waldo Dunnington (15 de enero de 1906, Bowling Green, Misuri – 10 de abril de 1974, Natchitoches, Luisiana) fue un escritor, historiador y profesor de alemán conocido por sus escritos sobre el famoso matemático alemán Carl Friedrich Gauss. Dunnington escribió varios artículos sobre Gauss y posteriormente una biografía titulada Gauss: Titan of Science (ISBN 0-88385-547-X). Se interesó en Gauss a través de una de sus maestras de escuela primaria, Minna Waldeck Gauss Reeves, que era bisnieta de Gauss.
Dunnington también fue traductor en los juicios de Nuremberg. Terminó su carrera docente en la Universidad Estatal de Northwestern, que alberga su colección de material relacionado con Gauss, que se cree que es la colección más grande de su tipo en el mundo. Se convirtió en decano de estudiantes internacionales allí cerca del final de su vida.